# Iacob (film)
Iacob este un film românesc din 1988 regizat de Mircea Daneliuc după un scenariu inspirat din scrierile lui Geo Bogza. Rolurile principale sunt interpretate de Dorel Vișan și Cecilia Bârbora în rolurile principale. Dorel Vișan a fost nominalizat la Premiul Academiei Europene de Film pentru cel mai bun actor, în 1988, la prima ediție. Este o dramă socio-politică cenzurată înainte de 1989.

## Rezumat
Iacob (Dorel Vișan) este un miner din Transilvania care se căsătorește cu văduva unui sinucigaș. Profesia sa este riscantă dar trebuie să-și întrețină familia. Are grijă de soția sa, de soacră și de cei patru copii. De Crăciun, Iacob intenționează să ajungă mai repede acasă și se urcă într-o benă de transportat cărbuni. Dar curentul electric este întrerupt și astfel rămâne suspendat deasupra prăpastiei.

## Distribuție
- Dorel Vișan — Iacob Onisia, un miner acuzat pe nedrept că ar fi furat aur și mutat disciplinar la mina Câinele
- Cecilia Bârbora — Veturia, fiica minerului Trifan care-l atrage pe Iacob cu frumusețea ei (menționată Cecilia Bîrbora)
- Ion Fiscuteanu — Trifan al lui Gheorghe, un miner care a furat aur și a fost mutat disciplinar la mina Catrina, camaradul lui Onisia
- Maria Seleș — Aspasia, văduva lui Mihai Covaci și apoi soția lui Iacob
- Livia Baba — Iuliana, mama bătrână a Aspasiei, care lucrează în timpul liber ca ghicitoare
- Dinu Apetrei — Ilie Roșu, un miner rămas fără un picior în urma unui accident, care se ocupă acum cu supravegherea minerilor
- Florin Zamfirescu — Mihai Covaci, un miner care a fost prins că a furat aur și apoi s-a sinucis cu dinamită, fostul ortac al lui Onisia
- Ion Besoiu — directorul minei Câinele
- Mihaela Nestorescu — doctorița companiei Mica
- Corneliu Jipa
- Florin Plaur
- Octavian Cozmuță
- Constantin Bîrliba
- Alexandru Mitea
- Constantin Cotimanis
- Dumitru Drăcea
- Ilie Ștefan
- Eugeniu Călin
- Puiu Matei
- Adrian Titieni — inginerul minier de la compania Mica
- Horea Murgu
- Miron Constantin
- Felix Anton Rizea — polițist
- Sebastian Comănici
- Zeina Druică
- Nicolae Albani — directorul companiei Mica
- Flavius Constantinescu
- Ștefan Alexandrescu
- Costin Iliescu
- Gheorghe Stanciu
- Ahile Călin
- Paul Fister
- Marcel Vasile
- Ion Barbu
- Ion Militaru

## Primire
Filmul a fost vizionat de 1.084.207 de spectatori în cinematografele din România, după cum atestă o situație a numărului de spectatori înregistrat de filmele românești de la data premierei și până la data de 31 decembrie 1989 alcătuită de Centrul Național al Cinematografiei.
În 1988 - Uniunea Cineaștilor din România i-a acordat Marele Premiu; Premiile pentru imagine, interpretare masculină (Dorel Vișan), montaj, coloană sonoră; Diplomă de onoare (Cecilia Bârbora).